# CLASH
Die Zeitschrift CLASH war eine gemeinsame Zeitschrift der Infoläden, welche von 1989 bis 1994, etwa zwei- bis viermal im Jahr erschien.

## Geschichte und Bedeutung
Im Rahmen eines internationalen Infoladentreffens in Hamburg, produzierte eine Arbeitsgruppe, die Nullnummer der Zeitung. Als Kontaktanschrift firmierte der Infoladen Schwarzmarkt in Hamburg. Nachdem gegen die Ausgabe Nr. 1 ein Ermittlungsverfahren eingeleitet wurde, verlegte die Redaktion, deren Mitglieder aus sieben Ländern kamen, die Anschrift nach Amsterdam, welche bis zur Einstellung 1994 Kontaktadresse blieb.
Sie verstand sich selbst als autonome und antiimperialistische Zeitschrift. Anfangs untertitelte die Zeitschrift mit Zeitung für/vom Widerstand in Europa mit der Ausgabe 8 wurde dies in Internationale Zeitung gewandelt. Die Zeitschrift wurde bereits mit Ausgabe 1 international verbreitet und erschien inhaltsgleich in einer englischsprachigen und einer deutschsprachigen Ausgabe.
Die Bildung einer Zeitungsredaktion im Rahmen der Vernetzung der Infoläden, beruhte vor allem auf dem Wunsch, nicht bloß Anbieter von Informationen zu sein, sondern eigene politische Standpunkte mit einem eigenen Medium akzentuieren zu können.
Die CLASH gehörte durch ihre internationale Verbreitung zu den wichtigsten Kommunikationsmitteln autonomer Gruppen. Inhaltlich wurden Texte der internationalen revolutionären Linken abgedruckt. Diese reichten von Erklärungen und Interviews von Gruppen wie der Rote Armee Fraktion, den Revolutionären Zellen, der IRA oder der niederländischen militanten antirassistischen Gruppe RARA. Daneben standen Texte zu politischen Gefangenen, internationalen Demonstrationen oder wichtigen politischen Entwicklungen und Prozessen aus Sicht der radikalen Linken in den dortigen Ländern.

## Probleme und Zielsetzungen
Ein zentrales Problem der Zeitung war die Gewährung einer zweisprachigen Erscheinungsweise. Die anfängliche Gesamtauflage von 2000 Exemplaren, von der noch einmal 500 englischsprachige Exemplare abzuziehen sind, musste finanziert werden. Die englischen Exemplare wurden komplett an Infoläden, linke Zentren und Organisationen verschickt, um das internationale Verteilernetz aufzubauen. Im Gegenzug entschied sich die Redaktion, den Preis für die deutsche Ausgabe höher zu kalkulieren. Auch setzte sie Preisnachlässe für Länder mit geringem Durchschnittseinkommen durch, während in Deutschland und den skandinavischen Staaten höhere Preise zu bezahlen waren.
Als Problem wurde innerhalb der Redaktion die Beliebigkeit des Inhalts bemängelt, der sich vor allem aus Erklärungen und Texten von Gruppen speiste. Die Zeitung hatte kein durchgängiges Konzept. Mit Ausgabe 5 wurden inhaltliche Blöcke zum Antifaschismus in Europa und Türkei/Kurdistan präsentiert, die sich in anderen Bereichen fortsetzten. „Unsere Absicht war es gewesen, dazu beizutragen, dass die Bewegungen in den Ländern mit den Erfahrungen der anderen arbeiten können und voneinander lernen.“